# Phobocampe mexicana
Phobocampe mexicana är en stekelart som först beskrevs av Cameron 1904.  Phobocampe mexicana ingår i släktet Phobocampe och familjen brokparasitsteklar. Inga underarter finns listade i Catalogue of Life.